# Metoa verbosa
Metoa verbosa là một loài tò vò trong họ Ichneumonidae.